# Limaformosa vernayi
Limaformosa vernayi — вид змій родини Lamprophiidae. Мешкає в Анголі і Намібії.

## Поширення і екологія
Limaformosa vernayi мешкають на заході Анголи та на північному заході Намібії. Вони живуть на гірських схилах в сухій савані, на висоті від 500 до 1500 м над рівнем моря. Живляться зміями. Відкладають яйця.